# Torneo de Metz
El Torneo de Metz (conocido oficialmente como Moselle Open) es un torneo profesional de tenis masculino que se celebra anualmente en Metz (Francia), dentro del calendario de la ATP. Se juega  a principios del mes de octubre sobre superficie dura bajo techo. Actualmente forma parte del circuito ATP Tour 250.

## Palmarés

### Individual masculino
| Año  | Campeón                                  | Subcampeón                               | Resultado                                |
| ---- | ---------------------------------------- | ---------------------------------------- | ---------------------------------------- |
| 2003 | Arnaud Clément                           | Fernando González                        | 6-3, 1-6, 6-3                            |
| 2004 | Jérôme Haehnel                           | Richard Gasquet                          | 7-6(9), 6-4                              |
| 2005 | Ivan Ljubičić                            | Gaël Monfils                             | 7-6(7), 6-0                              |
| 2006 | Novak Djokovic                           | Jürgen Melzer                            | 4-6, 6-3, 6-2                            |
| 2007 | Tommy Robredo                            | Andy Murray                              | 0-6, 6-2, 6-3                            |
| 2008 | Dmitry Tursunov                          | Paul-Henri Mathieu                       | 7-6(6), 1-6, 6-4                         |
| 2009 | Gaël Monfils                             | Philipp Kohlschreiber                    | 7-6(1), 3-6, 6-2                         |
| 2010 | Gilles Simon                             | Mischa Zverev                            | 6-3, 6-2                                 |
| 2011 | Jo-Wilfried Tsonga                       | Ivan Ljubičić                            | 6-3, 6-7(4), 6-3                         |
| 2012 | Jo-Wilfried Tsonga                       | Andreas Seppi                            | 6-1, 6-2                                 |
| 2013 | Gilles Simon                             | Jo-Wilfried Tsonga                       | 6-4, 6-3                                 |
| 2014 | David Goffin                             | João Sousa                               | 6-4, 6-3                                 |
| 2015 | Jo-Wilfried Tsonga                       | Gilles Simon                             | 7-6(5), 1-6, 6-2                         |
| 2016 | Lucas Pouille                            | Dominic Thiem                            | 7-6(5), 6-2                              |
| 2017 | Peter Gojowczyk                          | Benoît Paire                             | 7-5, 6-2                                 |
| 2018 | Gilles Simon                             | Matthias Bachinger                       | 7-6(2), 6-1                              |
| 2019 | Jo-Wilfried Tsonga                       | Aljaž Bedene                             | 6-7(4), 7-6(4), 6-3                      |
| 2020 | No disputado por la pandemia de COVID-19 | No disputado por la pandemia de COVID-19 | No disputado por la pandemia de COVID-19 |
| 2021 | Hubert Hurkacz                           | Pablo Carreño                            | 7-6(2), 6-3                              |
| 2022 | Lorenzo Sonego                           | Aleksandr Búblik                         | 7-6(3), 6-2                              |
| 2023 | Ugo Humbert                              | Alexander Shevchenko                     | 6-3, 6-3                                 |
| 2024 | Benjamin Bonzi                           | Cameron Norrie                           | 7-6(6), 6-4                              |

### Dobles masculino
| Año  | Campeones                                | Subcampeones                             | Resultado                                |
| ---- | ---------------------------------------- | ---------------------------------------- | ---------------------------------------- |
| 2003 | Julien Benneteau Nicolas Mahut           | Michael Llodra Fabrice Santoro           | 7-6(2), 6-3                              |
| 2004 | Arnaud Clément Nicolas Mahut             | Ivan Ljubičić Uros Vico                  | 6-2, 7-6(8)                              |
| 2005 | Michael Llodra Fabrice Santoro           | José Acasuso Sebastián Prieto            | 6-2, 3-6, 6-4                            |
| 2006 | Richard Gasquet Fabrice Santoro          | Julian Knowle Jürgen Melzer              | 3-6, 6-1, [11-9]                         |
| 2007 | Arnaud Clément Michael Llodra            | Mariusz Fyrstenberg Marcin Matkowski     | 6-1, 6-4                                 |
| 2008 | Arnaud Clément Michael Llodra            | Mariusz Fyrstenberg Marcin Matkowski     | 5-7, 6-3, [10-8]                         |
| 2009 | Colin Fleming Ken Skupski                | Arnaud Clément Michael Llodra            | 2-6, 6-4, [10-5]                         |
| 2010 | Dustin Brown Rogier Wassen               | Marcelo Melo Bruno Soares                | 6-3, 6-3                                 |
| 2011 | Jamie Murray André Sa                    | Lukáš Dlouhý Marcelo Melo                | 6-4, 7-6(7)                              |
| 2012 | Nicolas Mahut Édouard Roger-Vasselin     | Johan Brunström Frederik Nielsen         | 7-6(3), 6-4                              |
| 2013 | Johan Brunström Raven Klaasen            | Nicolas Mahut Jo-Wilfried Tsonga         | 6-4, 7-6(5)                              |
| 2014 | Mariusz Fyrstenberg Marcin Matkowski     | Marin Draganja Henri Kontinen            | 6-7(3), 6-3, [10-8]                      |
| 2015 | Łukasz Kubot Édouard Roger-Vasselin      | Pierre-Hugues Herbert Nicolas Mahut      | 2-6, 6-3, [10-7]                         |
| 2016 | Julio Peralta Horacio Zeballos           | Mate Pavić Michael Venus                 | 6-3, 7-6(4)                              |
| 2017 | Julien Benneteau Édouard Roger-Vasselin  | Wesley Koolhof Artem Sitak               | 7-5, 6-3                                 |
| 2018 | Nicolas Mahut Édouard Roger-Vasselin     | Ken Skupski Neal Skupski                 | 6-1, 7-5                                 |
| 2019 | Robert Lindstedt Jan-Lennard Struff      | Nicolas Mahut Édouard Roger-Vasselin     | 2-6, 7-6(1), [10-4]                      |
| 2020 | No disputado por la pandemia de COVID-19 | No disputado por la pandemia de COVID-19 | No disputado por la pandemia de COVID-19 |
| 2021 | Hubert Hurkacz Jan Zieliński             | Hugo Nys Arthur Rinderknech              | 7-5, 6-3                                 |
| 2022 | Hugo Nys Jan Zieliński                   | Lloyd Glasspool Harri Heliövaara         | 7-6(5), 6-4                              |
| 2023 | Hugo Nys Jan Zieliński                   | Constantin Frantzen Hendrik Jebens       | 6-4, 6-4                                 |
| 2024 | Sander Arends Luke Johnson               | Pierre-Hugues Herbert Albano Olivetti    | 6-4, 3-6, [10-3]                         |